# Escola Ashcan
Escola Ashcan és el nom amb què es va anomenar retrospectivament a un grup de pintors nord-americans, actius entre 1908 i 1918 a la ciutat de Nova York i interessats a representar la vida urbana quotidiana. La primera referència com a escola o grup d'Ashcan va aparèixer el 1934 al llibre Art in America in Modern Times, i es presentava a Robert Henri (1865-1929) com el seu líder artístic.